# KAS Eupen
Königliche Allgemeine Sportvereinigung Eupen også forkortet som KAS Eupen eller kendt som Eupen, er en belgisk fodboldklub der ligger i byen Eupen. Klubben spiller til dagligt i den belgiske liga Jupiler Pro League.